# Røsnes
Røsnes est une localité du comté de Nordland, en Norvège.

## Géographie
Administrativement, Røsnes fait partie de la kommune de Bø.